# BBC News at Ten
BBC News at Ten («Notícias às Dez», também conhecido como BBC News at Ten O'Clock e Ten O'Clock News) é o principal noticiário noturno do primeiro canal da televisão pública britânica e do seu canal de informação. Transmitido diariamente às 22:00, é o último noticiário do dia na BBC One. Apresentado por Huw Edwards, possui trinta minutos de duração, debruçando-se especialmente em notícias de cariz internacional e servindo de montra dos vários departamentos da operação de notícias da corporação. Durante a semana, incorpora também os noticiários das delegações regionais e nacionais britânicas, com cerca de doze minutos de duração, seguido de uma previsão meteorológica. Surgiu no seguimento da alteração controversa do seu lugar tradicional na grelha, às 21:00, a 16 de outubro de 2000.
É o informativo de maior seguimento no Reino Unido, com uma média de 4,9 milhões de espetadores diários.

## História

### BBC Nine O'Clock News
Lançado inicialmente em setembro de 1970, Nine O'Clock News surgiu em substituição de The Main News às 20:45 e como resposta ao lançamento de News at Ten pela ITN. Foi inicialmente apresentado em semanas alternadas por Robert Dougall, Richard Baker e Kenneth Kendall. Kendall acabaria por se estabelecer, mais tarde, como o principal apresentador. O boletim continuou a ser transmitido no canal de informação da BBC até 2015, dando lugar a Outside Source e World News Today.

### BBC News at Ten
O noticiário foi lançado no seu atual horário a 16 de outubro de 2000, quando a direção do canal decide atrasar o principal noticiário da noite, BBC Nine O'Clock News (Notícias às Nove), em transmissão desde 14 de setembro de 1970. Como apresentadores mantiveram-se Michael Buerk e Peter Sissons. A mudança para as 22:00 dá-se em resposta ao cancelamento controverso do noticiário concorrente da ITV, News at Ten. A cadeia rival acaba por reprogramar um boletim de 20 minutos às 22:00 em 2001, e em fevereiro de 2004, em virtude das inconsistências na sua programação, acaba por se mudar definitivamente para as 22:30. Em 2008, porém, é recuperado no horário das 22:00 e desde então mantém-se como o principal concorrente do noticiário da BBC.
Buerk e Sissons abandonaram a condução do telejornal a 19 de janeiro de 2003 para dar lugar a Huw Edwards e Fiona Bruce. Para marcar a ocasião, a 20 de janeiro de 2003 toda a informação da BBC foi revista, com uma nova imagem e estúdio.
A partir de 5 de fevereiro de 2006, e até à sua ampliação, foi transmitido em simultâneo no canal de notícias da BBC dentro da BBC Ten O'Clock News Hour, que consiste no buletim da BBC One durante a primeira meia hora, complementado por uma segunda, produzida exclusivamente para o canal de notícias, e apresentada por Clive Myrie e Martine Croxall. Inclui uma revista de imprensa, desporto e economia.
Após um período de teste na corrida para as eleições gerais de 2015, foi anunciado que o jornal veria a sua duração ampliada por dez minutos entre segunda e quinta, a partir de janeiro de 2016.